# Netarsudil
Netarsudil,  es vendido bajo las marcas Rhopressa y Rhokiinsa, y es un medicamento utilizado para tratar el aumento de la presión intraocular, incluyendo el glaucoma de ángulo abierto .   Se utiliza como colirio. 
Los efectos secundarios de este medicamento incluyen ojos rojos, sangrado conjuntival, visión borrosa y lagrimeo;  otros efectos secundarios pudiera incluir queratitis bacteriana .  Es un inhibidor de la rho quinasa . 
El medicamento Netarsudil fue aprobado para uso médico en los Estados Unidos en 2017 y en Europa en 2019.   En Estados Unidos, una botella de 2,5 ml cuesta alrededor de 305 dólares en 2021.  También está disponible como combinación netarsudil/latanoprost .  No está disponible comercialmente en Europa ni el Reino Unido a partir de 2021. 